# Republican Action Against Drugs
La Republican Action Against Drugs (RAAD) (en français : Action républicaine contre les drogues) était un groupe républicain irlandais d’auto-justice, principalement actif à Derry et dans les environs, y compris en partie dans les comtés de Londonderry et de Tyrone en Irlande du Nord, et dans celui du comté de Donegal en république d’Irlande. Il ciblait des personnes dénoncées comme trafiquants de drogue. Les méthodes du groupe incluaient des tirs par arme à feu dans les bras et les jambes de dealers présumés ("le jambisme"), des attaques par bombe tuyau ou incendie criminel sur leurs biens, et des alertes, menaces, bannissement ou meurtre de trafiquants présumés.
En juillet 2012 est annoncée la fusion entre la RAAD, l’Armée républicaine irlandaise véritable et des groupes paramilitaires républicains indépendants pour former la Nouvelle IRA,.

## Histoire

### Création
Le groupe se forme à la fin de l’année 2008. Peu de temps après, il offre une "amnistie" à tous les trafiquants de drogue qui se dénonceraient et annonceraient qu’ils arrêtaient leur trafic. Dans un entretien au Derry Journal en août 2009, la direction du groupe explique : "Nous voulions surveiller les actions de ceux qui répondraient favorablement et, après une période de temps adéquate, l’intérêt pour ces trafiquants de drogue cesserait et ils pourraient commencer à mener une vie normale". Le groupe prétend avoir un réseau de renseignement dans la région de Derry et précise : "Nous n’agissons jamais sans détenir des preuves indéniables que la personne punie vendait de la drogue. Nous compilons régulièrement des informations sur certaines personnes – notamment les images de caméras de vidéoprotection ainsi que les témoignages de ceux qui ont reçu des drogues de ces personnes".
En avril 2010, la RAAD annonce que son amnistie pour les trafiquants de drogue prendrait fin le 1er juin 2010 et que ceux qui continueraient à vendre des drogues ensuite pourrait être tués. Au début de juin 2010, le Derry Journal rapporte que la RAAD a ordonné à dix trafiquants de quitter Derry immédiatement. Le mois suivant, le journal annonce que le groupe a donné à un autre trafiquant de Derry 48 heures pour quitter le pays. Vers la même époque, un adolescent de Derry a présenté publiquement ses excuses pour avoir vendu de la drogue, après avoir été menacé par le groupe.

### Actions violentes
À partir du 16 avril 2009, le groupe commet plusieurs dizaines d'attaques contre des trafiquants de drogues présumés, principalement dans le comté de Derry, mais également à Belfast et dans les comtés de Londonderry, Tyrone et Donegal. Elles consistent selon les individus visés en des attaques contre les biens (bombes tuyaux, incendie de voitures ou tirs contre des voitures, des habitations ou magasins), ou directement sur la personne des trafiquants présumés (tirs par arme à feu dans les bras et les jambes, selon la méthode du "jambisme", fréquemment utilisée en Irlande du Nord. 
La RAAD revendique son premier meurtre en février 2012 quand Andrew Allen, père de deux enfants, est tué d’une balle dans la tête à son domicile de Buncrana, dans le comté de Donegal. Bien que cela soit nié par sa famille, le groupe précise qu’Allen avait été averti qu’il devait arrêter de vendre de la drogue, mais ne l’avait pas fait. La RAAD a affirmé qu’Allen était l’une des six personnes qui devaient être exécutées. Plus tard dans le même le mois, des actions de la RAAD dans le Nord de Belfast ont été signalées, sans qu’il soit connu si ce groupe était lié à celui de Derry.

### Attaques contre les forces de sécurité
En juin 2012, des membres de la RAAD membres font exploser un véhicule de police à Derry avec une bombe. C’est la première attaque de la RAAD contre les forces de sécurité, justifiée comme "une réponse directe aux attaques de plus en plus nombreuses et brutales contre les républicains et leurs familles" et la RAAD a averti que de telles attaques continueraient "aussi longtemps que les forces de sécurité continuent à attaquer les républicains". Au moment de l’attaque, de nombreux républicains irlandais favorables au processus de paix affirment que la RAAD est devenue un groupe politique dissidents anti-cessez-le-feu.

### Arrestation de McCool et fusion
En juillet 2010, Kieran McCool, un habitant de Derry de 42 ans, est arrêté après que la police a trouvé dans sa voiture un "dispositif de balayage, des vêtements paramilitaires, et des cagoules", ainsi qu'un pistolet à impulsion électrique chez lui. Il est décrit au tribunal comme un membre clé de la RAAD, ce qu’il nie, affirmant détenir le pistolet paralysant pour sa propre protection. Un enquêteur déclare que les attaques de la RAAD ont diminué depuis l’arrestation de McCool. Il est placé sous surveillance électronique et soumis à un couvre-feu.
Le 26 juillet, la RAAD fusionne avec l’Armée républicaine irlandaise véritable et d’autres groupes républicains dissidents paramilitaires, mais ne comprenant pas l’Armée républicaine irlandaise de la Continuité,.

## Idéologie
Comme son nom l’indique, le groupe possède une idéologie républicaine irlandaise.
Dans les années 1990, un groupe appelé Action directe contre la drogue (DAAD, Direction Action Against Drugs) agissant en Irlande du Nord utilisait des méthodes similaires. Beaucoup pensent que la DAAD était liée à l’Armée républicaine irlandaise provisoire. Sur le plan politique, la direction de la RAAD déclare : "Il n’y a absolument aucune ambition politique au sein de notre organisation. Notre seul but est d’éliminer les trafiquants de drogue de notre société et de mettre un terme à leur destruction de notre communauté".
La direction de la RAAD a affirmé que certains de ses membres avaient été impliqués dans l’IRA Provisoire dans le passé, et a ajouté que des membres du Sinn Féin et des officiels "nous ont approchés en privé, affirmant qu’ils étaient d'accord avec les buts que nous cherchions à atteindre".
Dans un entretien d’octobre 2010 à la Strabane Chronicle, un porte-parole de la RAAD affirme que tous ses membres sont d’anciens volontaires républicains favorables au processus de paix. Au cours d’une enquête sur la RAAD en juin 2012, la maison du maire de Derry Kevin Campbell, membre du Sinn Féin, a été fouillée et perquisitionnée par le Service de police d’Irlande du Nord (PSNI),. Le groupe a été l’objet en 2010 d’un documentaire de l’émission Spotlight de la BBC Northern Irland.

## Chronologie
Cette chronologie présente l'ensemble des actions revendiquées ou imputées à la Republican Action Against Drugs en Irlande entre 2009 et 2014.

### 2009
- 16 avril : la RAAD revendique l’explosion d’une bombe tuyau contre une maison sur l’avenue Balmoral à Derry[18].
- 8 juin : la RAAD revendique l’explosion d’une bombe tuyau sous une voiture à Manorcunningham, comté de Donegal[19].
- 7 octobre : la RAAD revendique l’enlèvement et le tir dans le pied d’un individu de 27 ans à Derry[20],[21].
- 17 octobre : la RAAD revendique les tirs dans les jambes contre un individu âgé de 17 ans dans une maison à Derry[22].
- 6 décembre : la RAAD revendique la pose de cinq bombes artisanales à Derry. Quatre ciblaient des voitures, et la cinquième une maison. Trois bombes ont explosé[23].
- 11 décembre : la RAAD revendique l’enlèvement et le tir dans les jambes contre deux individus âgés de 27 et 29 ans à Derry. L’un des deux individus a admis avoir été impliqué dans de "douteux trafics"[24].

### 2010

#### Janvier–Juin
- 27 janvier : la RAAD est accusée de tirs dans les jambes contre un individu de 52 ans dans sa boutique de Derry. Il est soupçonné avoir été pris pour cible pour avoir vendu des "euphorisants légaux". L’agresseur a pris la fuite en moto[25],[26],[27],[28].
- 23 février : la RAAD revendique les tirs dans les deux jambes contre un individu de 29 ans à Derry. Dans une déclaration à un journal local, la RAAD affirme que l’individu avait été mis en garde à propos de ses activités et qu’il a été "puni" pour n’avoir pas tenu compte de cet avertissement[29].
- 28 mars : la RAAD revendique l’explosion de deux bombes artisanales sur des véhicules à Derry[30].
- 28 mars : la RAAD revendique la pose d’un engin explosif à l’extérieur d’une boutique vendant des produits tournés vers les drogues à Letterkenny, dans le comté de Donegal. L’engin a été neutralisé par l’armée irlandaise. Dans une déclaration, la RAAD a annoncé qu’il s’agissait du "premier et dernier avertissement que" le magasin recevrait. Il a fermé peu de temps après. [réf. nécessaire]
- 30 mars : la RAAD affirmé dans un communiqué que ses membres avaient tiré un coup de feu à une maison à Dungiven, le Comté de Londonderry. Il a ajouté que les membres de la "arrêté" un homme dans la ville qui, plus tard, "a donné un engagement de cesser son activité immédiatement"[30].
- 13 avril : la RAAD est accusée, avant de revendiquer elle-même, de tirs dans la jambe d’un individu de 24 ans à son domicile de Derry[31],[32],[33].
- 19 avril : la RAAD revendique l’explosion de deux bombes artisanales dans des maisons à Spruce Meadows et Derry[34],[35].
- 19 avril : la RAAD revendique les tirs dans les jambes contre un individu de 24 ans à Strabane, dans le comté de Tyrone[36],[37].
- 20 avril : la RAAD revendique l’explosion d’une bombe tuyau à l’extérieur d’une maison à Derry[37].
- 21 avril : la RAAD est accusée de l’explosion d’une bombe tuyau à l’extérieur d’une maison à Limavady[31],[38].
- 15 mai : la RAAD est accusée d’être à l’origine d’une attaque à main armée contre une maison à Newry, dans le Comté de Down[réf. nécessaire].
- 21 mai : la RAAD est accusée de tirs dans la jambe d’un individu de 18 ans à Newry[réf. nécessaire].
- 22 mai : la RAAD est accusée de tirs dans les jambes et un bras contre un individu de 25 ans dans sa maison de Strabane. L’individu était récemment rentré d’Angleterre, après avoir été menacé par la RAAD pour vendre de la cocaïne. Les assaillants lui ont dit de quitter l’Irlande du Nord dans un délai de 24 heures[39],[40]. Le 3 juin, la maison de l’individu alors vide a été incendiée[41].
- 23 mai : la RAAD est accusée de l’explosion d’une bombe tuyau dans une voiture à Strabane[31],[42].
- 27 mai : la RAAD revendique l’explosion d’une bombe tuyau dans une maison de Strabane. Le groupe déclare qu’il s’agit d’un avertissement pour le propriétaire afin qu’il cesse le trafic de drogue[6],[43].
- 28 mai : la RAAD revendique la pose d’une bombe tuyau contre le Celtic Bar à Derry. L’engin n’explose pas[6],[44].
- 3 juin : la RAAD est accusée de l’explosion d’une bombe tuyau dans une voiture à Strabane. Quatre hommes masqués ont cassé la vitre de la voiture et lancé la bombe à l’intérieur, peu après minuit[45],[46].
- 3 juin : la RAAD revendique l’explosion d’une bombe tuyau dans une voiture à Derry[47],[48].
- 8 juin : la RAAD revendique l’explosion d’une bombe tuyau contre la porte d’une maison à Derry, affirmant que le propriétaire était un "criminel de carrière" de la vente d’héroïne[48],[49].
- 8 juin : la RAAD affirme qu’elle a organisé une "démonstration de force" à Derry. Les membres de la RAAD auraient fouillé plusieurs boutiques avant de tirer 80 coups de feu en l’air avec des armes automatiques[48].
- 15 juin : la RAAD affirme avoir saisi "plusieurs milliers" de pilules d’ecstasy d’un gang criminel et remis à un travailleur social de Derry pour qu’elles soient détruites[50].
- 25 juin : la RAAD est accusée de l’explosion d’une bombe tuyau contre la porte d’une maison à Derry. La maison était la propriété d’un trafiquant de stupéfiants condamné et de son partenaire, récemment condamné pour possession de drogue[51],[52]. Le groupe revendique ensuite l’action.

#### Juillet–décembre
- 17 juillet : la RAAD est accusée de tirs dans les jambes contre un chauffeur de taxi à Strabane[31],[42].
- 26 juillet : la RAAD revendique l’attaque d’une maison à Derry. Quatre hommes sont entrés dans la maison (qui a été occupée) et ont tiré des coups de feu avant de quitter les lieux. La RAAD affirme que le propriétaire avait ignoré ses avertissements d’arrêter de vendre de la drogue. L’homme a avoué ensuite, affirmant qu’il avait arrêté de vendre de la drogue depuis l’attaque[53],[54].
- 31 août : la RAAD revendique des tirs contre une maison de Derry. Elle affirme avoir découvert et détruit 12 plants de cannabis dans une maison une semaine plus tôt. Lors de l’arrivée de la police, des bombes incendiaires et autres engins ont été lancés[55].
- 18 septembre : un membre de la RAAD tire des coups de semonce durant un incident à Derry. Une nouvelle médiatique annonce des coups de feu contre un groupe de jeunes[56], mais la RAAD revendique des coups de feu tirés "au-dessus de leurs têtes". Dans une déclaration au Derry Journal, le groupe déclare : "Nous n’avons pas eu d’autre choix que d’agir après que les individus concernés ont attaqué une maison à Rinmore Drive pour boire et prendre de la drogue". Il soutient que les jeunes étaient impliqués dans le trafic de drogue, la consommation de drogue, des vols de voitures, des agressions, des incendies criminels et intimidaient des résidents locaux" dans la région[57].
- 17 octobre : la RAAD revendique la responsabilité de tirs dans les jambes d’un individu de 20 ans à son domicile à Derry. Il avait été reconnu coupable d’avoir agressé un chauffeur d’ambulance en 2007 et la RAAD affirme qu’il continuait à être impliqué dans "comportements anti-sociaux et criminels"[58].
- 23 octobre : la RAAD revendique les tirs contre un individu de 20 ans alors qu’il livrait de la nourriture dans une maison à Derry. Il a été touché à six reprises dans les jambes. Le groupe a affirmé qu’il était impliqué dans le trafic de drogue et qu’il était "sous étroite surveillance" depuis dix mois[59]. L’homme a par la suite admis être un trafiquant de drogue et affirme avoir arrêté après la fusillade[60].
- 21 novembre : la RAAD est accusée de l’explosion d’une bombe tuyau dans une voiture à Derry. Le propriétaire, José Santos, un individu de nationalité portugaise, a nié être impliqué dans le trafic de drogues[61].

### 2011
- 7 mars : la RAAD revendique des tirs contre une maison à Muff, dans le comté de Donegal. Dans une déclaration, le groupe déclare qu’il a "tenté d’exécuter" un individu nommé, en ajoutant, "S’il n’y avait eu un dysfonctionnement de l’arme, il serait mort"[62]. Le 24 mai 2011, le groupe revendique l’attaque à la bombe incendiaire contre la même maison[63].
- 13 mars : la RAAD est accusée de tirs dans les jambes d’un individu de 20 ans à Strabane[64].
- 2 juin : la RAAD revendique l’explosion d’une petite bombe à la porte d’une maison à Derry. Des fragments sont passés au travers de deux fenêtres, mais il n’y a pas eu de blessés[65]. Le groupe s’est excusé pour "tout trouble causé"[66]. Le 7 juillet, il revendique les tirs dans les jambes d’un individu de 36 ans vivant dans la même rue[67].
- 17 novembre : la RAAD revendique les tirs contre la maison d’un individu de 61 ans à Derry. Trois jours plus tard, le groupe revendique les tirs dans la jambe d’un individu de 22 ans, toujours à Derry[68].
- 13 décembre : la RAAD est accusée des tirs dans les jambes contre deux individus, dont le neveu de Martin McGuinness à Derry[69].

### 2012
- 9 février : la RAAD revendique la mort par balle d’Andrew Allen, 24 ans, tué à son domicile de Buncrana, dans le comté de Donegal. Les coups de feu ont été tirés à travers la fenêtre d’une chambre à coucher située au rez-de-chaussée après que des hommes armés ont échoué à pénétrer au domicile par la porte. La voiture utilisée par les tireurs est retrouvée incendiée à Fahan. La RAAD déclare qu’Allen avait été averti qu’il devait arrêter le trafic de drogue, mais n’avait pas écouté. Elle a également affirmé qu’Allen avait utilisé le nom de la RAAD pour effrayer d’autres trafiquants[9].
- 3 avril : la RAAD revendique le passage à tabac et le tir dans la jambe contre un individu de 26 ans à son domicile de Strabane[70].
- 26 avril : à Derry, une mère est forcée de conduire son fils de 18 ans pour recevoir une balle dans chaque jambe par des membres de la RAAD. La mère précise que son fils avait été "conduit à vendre de la drogue pour assurer sa propre consommation"[71]. Elle ajoute que "cela aurait pu être pire. Honnêtement, je craignais qu’il serait retrouvé mort après avoir fait une overdose dans un appartement quelque part... C’est pour cela que je crois qu’il est préférable qu’il ait été visé dans les jambes maintenant plutôt que dans la tête plus tard"[72]. Deux jours plus tard, environ 200 personnes participent à une manifestation contre la RAAD dans la ville[73].
- 1er mai : la RAAD revendique les tirs dans les bras et les jambes d’un individu à son domicile de St Johnston, dans le comté de Donegal[74].
- 2 juin : la RAAD revendique l’explosion d’une bombe contre un véhicule de la police lors d’une alerte de sécurité à Derry. Elle annonce également que d’autres attaques contre les forces de sécurité seraient menées[11].
- Juillet : la RAAD cesse d’exister avec sa fusion avec l’IRA-véritable et d’autres groupes dissidents pour former la Nouvelle IRA.

### 2014
- 26 mars : une petite bombe explose dans une voiture garée à l’extérieur d’une maison à Derry. L’explosion détruit le véhicule mais ne fait pas de blessé. Pat Ramsey, membre du Parti social-démocrate et travailliste, attribue la responsabilité de l’attaque à la RAAD, disant qu’elle portait la marque de la RAAD, mais les victimes affirment ne pas croire en la responsabilité des dissidents[75].